# Tokyo Sea Forest Waterway
Sea Forest Waterway (japansk:海の森水上競技場) er et stadion for regattaer i roning og kano og kajak (sprint), beliggende i Odaiba, Tokyo, Japan. Stadion er bygget til OL i Tokyo 2020.
Stadionet stod færdig i juni 2019 og er bygget af bystyret i Tokyo på søsiden af Tokyo-bugten. Området er opdæmmet og indesluttes af to dæmninger i hver ende. Der er opstillet permanente tilskuerpladser for 2.000 siddende tilskuere, mens der er plads til midlertidige pladser til 14.000 stående tilskuer.
Dybden på rostadionet er konstant 6 meter, hvilket reguleres af sluser i hver ende af anlægget. Baneanlægget er 2335 meter langt og næsten 200 meter bredt.